# Парк (фильм, 2006)
«Парк» (англ. Park) — американский фильм 2006 года.

## Сюжет
Под ярким солнцем Лос-Анджелеса, в жаркий полуденный час, в уединённом уголке общественного парка нежданно встречаются выдающиеся личности. Самоубийца, терпящая неудачу при каждой очередной попытке, щеголеватый адвокат, разрушающий планы влюблённых собачьих парикмахеров, нудисты и ревнивые жены, секс, любовь, предательство — время ланча незабываемо.

## В ролях
| Актёр               | Роль             |
| ------------------- | ---------------- |
| Дагни Керр          | Эйприл           |
| Тэнк                | Dog              |
| Дэвид Феннер        | Иэн              |
| Энн Дудек           | Мэредит          |
| Изабелла Мико       | Криста           |
| Йен Шелли           | мальчик          |
| Трент Форд          | Натан            |
| Молик Панчоли       | Бабар            |
| Мелани Лински       | Шэрил            |
| Уилья Болдуин       | Дэнис            |
| Шери Отери          | Клэр             |
| Рики Лейк           | Пэгги            |
| Кодзи Катаока       | Мороженщик       |
| Энтони ’Трич’ Крисс | Tow Truck Driver |
| Франческо Куинн     | Работник парка   |
| Имельда Коркоран    | Бармен           |